# Minecraft Live
Minecraft Live (precedentemente noto come MinecraftCon, MineCon, MineCon Earth e MineCon Live), è il nome del festival dedicato al videogioco Minecraft creato dalla Mojang. L'edizione del 2016 a Los Angeles ha ospitato 12.000 partecipanti ed è stato considerato il più grande festival per un singolo videogioco.

## Mob Vote
Ogni anno il Minecraft Live è caratterizzato da un Mob Vote che dà la possibilità ai giocatori di votare per il mob che verrà aggiunto nell'aggiornamento di Minecraft annunciato nell'evento. Prima del 2022 il Mob Vote si svolgeva durante l'evento tramite il social network Twitter e si svolgeva in più round e in ogni round veniva eliminato un mob, finché non ne rimaneva uno solo. Invece, dal 2022 i mob possono essere votati da tutti tramite il sito minecraft.net, il launcher di Minecraft ufficiale e tramite un server di Minecraft Bedrock Edition dove è possibile giocare ad alcuni minigiochi come parkour e PvP. Inoltre si svolge solo un round a eliminazione diretta. Nel 2018, invece del mob vote, sì è svolto il Biome Vote dove i giocatori hanno votato il bioma che la Mojang avrebbe dovuto modificare aggiungendo blocchi, mob e altro, il vincitore di questo Biome Vote è stata la Taiga. 
A causa di molte proteste da parte della community, dal Minecraft Live 2024 il Mob Vote viene eliminato definitivamente.

## Cronologia eventi
| Anno | Nome           | Data            | Luogo            | Nº persone |
| ---- | -------------- | --------------- | ---------------- | ---------- |
| 2010 | MINECON        | 28 maggio       | Minecraft        | 167        |
| 2010 | MinecraftCon   | 31 agosto       | Bellevue         | 50         |
| 2011 | MINECON        | 18 novembre     | Mandalay Bay     | 4.500      |
| 2012 | MINECON        | 24-25 novembre  | Disneyland Paris | 4.500      |
| 2013 | MINECON        | 2-3 novembre    | Orlando          | 7.500      |
| 2015 | MINECON        | 4-5 luglio      | Londra           | 10.000     |
| 2016 | MINECON        | 24-25 settembre | Anaheim          | 12.000     |
| 2017 | MINECON Earth  | 18 novembre     | YouTube          | 1.900.000  |
| 2018 | MINECON Earth  | 29 settembre    | YouTube          | 1.400.000  |
| 2019 | MINECON Live   | 28 settembre    | YouTube          | 6.400.000  |
| 2020 | Minecraft Live | 3 ottobre       | YouTube          | 10.000.000 |
| 2021 | Minecraft Live | 16 ottobre      | YouTube          | 10.000.000 |
| 2022 | Minecraft Live | 15 ottobre      | YouTube          | 7.700.000  |
| 2023 | Minecraft Live | 15 ottobre      | YouTube          | TBA        |
| 2024 | Minecraft Live | 28 settembre    | YouTube e Twitch | TBA        |
| 2025 | Minecraft Live | 22 marzo        | YouTube e Twitch | TBA        |

### 2010
Il MinecraftCon del 2010 ha ospitato poco più di 50 persone a Bellevue, Washington il 31 agosto.

### 2011
Il MinecraftCon del 2011 fu il primo MINECON ufficiale ed ospitò 5000 persone a Las Vegas, Nevada. Questo evento si focalizzò nel celebrare l'uscita ufficiale del gioco dalla versione beta e la distribuzione al pubblico della versione 1.0 di Minecraft. I partecipanti ai MINECON dal 2011 al 2016 hanno ricevuto in regalo diversi mantelli, indossabili dal proprio personaggio virtuale.

### 2012
Il 2 agosto del 2012, Mojang rivelò che il MINECON si sarebbe svolto a Disneyland Paris il 24 e 25 novembre. All'evento parteciparono 4.500 persone, furono annunciati numerosi dettagli riguardo alla versione 1.5, chiamata anche "Redstone update".

### 2013
Nell'aprile del 2013, il MINECON si svolse negli Stati Uniti, a Orlando, Florida. Ci furono 7.500 partecipanti, tra i quali anche molti YouTuber.

### 2015
Il 2 febbraio del 2015, annunciarono che il MINECON si sarebbe tenuto il 4 ed il 5 luglio a Londra. Il prezzo del biglietto arrivò ai £129.

### 2016
Il 7 marzo del 2016, Mojang annunciò nel suo blog che il festival si sarebbe tenuto a Anaheim, California il 24 ed il 25 settembre. Il prezzo del biglietto d'ingresso passò a $160 a persona, i partecipanti furono 12.000.

### 2017
L'8 agosto 2017 la Mojang annunciò che l'evento sarebbe stato un livestream in diretta chiamato "MINECON Earth" e che si sarebbe tenuto il 18 Novembre. Poche settimane prima del MINECON, Jens Bergensten annunciò quattro nuovi mob da votare durante l'evento, alla fine venne votato il Mob B chiamato "Il mostro dei cieli notturni" (poi diventato il phantom) che è stato aggiunto nell'aggiornamento 1.13 Java Edition (1.4-1.6 Bedrock Edition) chiamato "Update Aquatic", aggiornamento che ha aggiunto vari contenuti riguardanti gli oceani e alcune novità tecniche.

### 2018
Anche questo MINECON venne chiamato "Earth", perché come l'anno precedente sarebbe stato un livestream mondiale programmato per il 29 settembre 2018. Anche prima di questo MINECON, Jens Bergensten annunciò una votazione, cioè gli utenti avrebbero votato un bioma da aggiornare tra deserto, taiga e savana. Il vincitore è stata la taiga che è stata aggiornata nella versione 1.14 Java Edition (1.8-1.10 Bedrock Edition), che verrà chiamata "Village & Pillage" e in cui saranno presenti migliorie all'architettura dei villaggi, modifiche ai villici e agli illager (versioni ostili dei villici) e tanti nuovi scalini, lastre e muretti.

### 2019
Il 17 maggio 2019, MINECON Live 2019 è stato annunciato a settembre, il nome dell'evento è stato cambiato da "MINECON Earth" a "MINECON Live" per evitare confusione con il loro nuovo gioco per Android ed iOS chiamato Minecraft Earth. Durante l'evento, come l'anno precedente, gli utenti hanno votato un bioma tra palude, montagne e altopiano, da aggiornare per primo. A raggiungere la maggioranza dei voti è stata la montagna. Durante l’evento sono stati annunciati i due aggiornamenti successivi: l'aggiornamento Buzzy Bees (1.15 Java Edition, 1,14 Bedrock Edition), che ha aggiunto le api e alcune modifiche di parificazione, e l'aggiornamento Nether Update (1.16), che ha migliorato il Nether aggiungendo biomi, nuove strutture, nuove creature e altro.

### 2020
Il 3 ottobre 2020, si svolse Minecraft Live, una livestream nella quale è stato annunciato l'aggiornamento Caves & Cliffs Update dove verranno modificate le caverne e le montagne. Inoltre è stata effettuata una votazione per introdurre un nuovo mob nel gioco (come nel 2017), fra tre mob presi dagli altri due giochi sviluppati dalla Mojang. Il mob vincitore è stato il calamaro brillante, proveniente da Minecraft Earth, aggiunto successivamente nella 1.17, mentre i perdenti (il ghiacciologo da Minecraft Dungeons e il fior di bovino da Minecraft Earth) potranno comunque essere aggiunti se gli sviluppatori lo riterranno opportuno, a differenza di quanto era successo nel 2017. Oltre a questo è stato annunciato il pacchetto DLC Picchi urlanti per Minecraft Dungeons e altri tre pacchetti ambientati nel Nether, nell'End e nell'oceano.

### 2021
Il 2 settembre 2021 è stato annunciato il Minecraft Live, che è stato trasmesso sul canale YouTube di Minecraft il 16 ottobre 2021. Similmente agli anni precedenti, si è tenuta una votazione dal vivo per l’aggiunta di un nuovo mob nel gioco, tra il Glare, il Copper Golem, poi introdotto nel 2025, e l’Allay, che ha raggiunto la maggioranza dei voti. Sono state, inoltre, annunciate novità relative al prossimo aggiornamento (Seasonal Adventures) di Minecraft Dungeons, e rivelato l’aggiornamento 1.19 di Minecraft, intitolato come The Wild Update, in arrivo nel 2022, che apporta nuove aggiunte e migliorie a biomi esistenti del gioco, come la palude, e l'introduzione di un nuovo bioma sotterraneo, chiamato Deep Dark.

### 2022
L'8 settembre 2022 è stato annunciato un nuovo Minecraft Live, che è stato trasmesso il 15 ottobre 2022 sul canale YouTube di Minecraft. Anche in questa edizione si è tenuta una votazione per il nuovo mob, deciso da una votazione sul sito ufficiale di Minecraft tra lo Sniffer, il Rascal e il Tuff Golem. Ad avere la meglio e stato lo Sniffer, che è stato aggiunto nella nuova versione 1.20, annunciata proprio durante la live. Gli annunci del nuovo aggiornamento comprendono i cartelli apprendibili, le librerie funzionanti, il legno di bambù, i dromedari e un nuovo bioma di ciliegio

### 2023
Il 28 settembre 2019, durante il "MINECON Live 2019", è stato annunciato un nuovo evento dal vivo chiamato "Minecraft Festival", che si sarebbe tenuto dal 25 al 27 settembre 2020 in Orlando (Florida). Il 5 marzo 2020 è stato annunciato che l'evento è stato posticipato al 2021 a causa della pandemia di COVID-19. Ancora una volta, il 3 settembre 2020 l'evento è stato posticipato al 2022 e al suo posto è stato trasmesso online il "Minecraft Live". Il 3 gennaio 2022 venne annunciato il terzo rinvio dell'evento.
Il 13 settembre 2023 Mojang annunciò ufficialmente che il "Minecraft Live" sarebbe stato trasmesso il 15 ottobre dello stesso anno. Per il quinto anno di fila si tiene la votazione di un nuovo mob, che questa volta comprende il granchio, l'armadillo e il pinguino e vede come vincitore l'armadillo. La Mojang annuncia inoltre la Trial Chamber, il Trial Spawner, il Breezer e nuovi blocchi come aggiunte alla 1.21.

### 2024
Il 9 settembre 2024 Mojang ha annunciato, tramite un articolo sul sito di Minecraft, che il Minecraft Live e il modo di aggiornare il gioco sarebbe cambiato. Innanzitutto il Mob Vote è stato definitivamente annullato, dovuto principalmente alle proteste dell'anno precedente. Dopodiché è stato dichiarato che non verranno più fatti grandi update annuali, che solitamente venivano rilasciati a Giugno, ma hanno deciso di concentrarsi sul pubblicare più update durante l'anno ma più piccole, questi prendono il nome di "drop". Il primo esempio di drop lo abbiamo avuto quando è stata rilasciata la versione 1.20.5 dal di "Armored Paws" in cui furono aggiunti gli armadilli, nuove varianti cani e le armature per quest'ultimi. Tuttavia Mojang ha affermato che parte del team continuerà a concentrassi ad iniziative a lungo termine (gli "update grandi") ma non avranno più cadenza annuale. L'ultima grande notizia annunciata il 9 settembre è che a patire dal 2024 il Minecraft Live sarà diviso in due eventi all'anno in cui si parlerà dei drop appena usciti (o che stanno per uscire) e i drop in preparazione/sviluppo. Dopo queste notizie il 18 settembre 2024 è stato pubblicato sul canale YouTube di Minecraft il trailer del Minecraft Live 2024 annunciando la data dell'evento, ovvero il 28 settembre 2024, inoltre è stato affermato che l'evento si sarebbe svolto nella sede di Mojang a Stoccolma. Il 28 settembre 2024 è stato trasmesso l'evento sia sul canale YouTube sia Twitch di Minecraft, durante la diretta si è parlato del drop "Bundles of Bravery" che va ad implementare al gioco i bundle (in italiano "sacchetti"), annunciati già come novità per la 1.17 ma vennero rimandati ad una versione futura, e aggiunge anche la modalità hardcore alla versione Bedrock Edition. Nell'evento si è anche parlato del film di Minecraft mostrando alcune nuove scene il backstage di parte del film. Infine è stato annunciato il nuovo drop, provvisoriamente chiamato "Winter Drop", il quale aggiunge un nuovo bioma detto Pale Garden, una variante più pallida della Dark Oak Forest. All'interno del bioma sarà presente un nuovo tipo di albero con un nuovo set di legno, anch'esso dal colore pallido, e verrà anche aggiunto un nuovo mob chiamato Creaking.